# ایوندال
ایوندال (به انگلیسی: Avondale) یک شهر در ایالات متحده آمریکا است که در شهرستان کلی، میزوری واقع شده‌است. ایوندال ۰٫۳۶ کیلومتر مربع مساحت و ۴۴۰ نفر جمعیت دارد و ۲۴۰ متر بالاتر از سطح دریا واقع شده‌است.